# 華萊士鎮區 (北達科他州基德縣)
華萊士鎮區（英語：Wallace Township）是位於美國北達科他州基德縣的一個鎮區。

## 地方資料
華萊士鎮區的面積為92.13平方千米，當中陸地面積為88.40平方千米，而水域面積為3.73平方千米。根據2020年美國人口普查的數據，當地共有人口26人，而人口密度為每平方千米0.28人。